# قاعدة بيانات الأفلام اليابانية
قاعدة بيانات الأفلام اليابانية هو موقع ويب من نوع قاعدة بيانات أفلام ‏ أنشئ في 1997، يقع مقره الرئيسي في اليابان، وهو متوفر باللغة اليابانية.

## وصلات خارجية
- الموقع الرسمي